# Louisville Panthers
Louisville Panthers byl profesionální americký klub ledního hokeje, který sídlil v Louisville ve státě Kentucky. Své domácí zápasy hráli v tamní aréně Freedom Hall. Klub hrál v soutěži od roku 1999 do roku 2001.
Klub byl založen v roce 1999 jako farma týmu Florida Panthers z National Hockey League. Po sezoně 2000/01 byl klub neaktivní, pokračovatelem se stal v roce 2005 klub Iowa Stars, farma Dallas Stars. V první sezóně 1999/2000 se týmu podařilo postoupit do playoff , byl vyřazen v prvním kole, ve kterém jednou zvítězily nad Kentucky Thoroughblades. Následující sezóna Panthers nedosáhli na playoff.

## Výsledky

### Základní část
Zdroj: 
| Sezona  | Zápasy | Výhry | Prohry | Výhra pp. | Prohra pp. | Body | Góly vstřelené | Góly inkasované | Umístění v divizi      |
| ------- | ------ | ----- | ------ | --------- | ---------- | ---- | -------------- | --------------- | ---------------------- |
| 1999–00 | 80     | 42    | 30     | 7         | 1          | 92   | 278            | 254             | 4. ve Středoatlantické |
| 2000–01 | 80     | 21    | 51     | 5         | 3          | 50   | 200            | 285             | 4. v Jižní             |

### Play off
Zdroj: 
| Sezona  | Semifinále divize          | Finále divize              | Finále konference          | Finále Calder Cupu         |
| ------- | -------------------------- | -------------------------- | -------------------------- | -------------------------- |
| 1999–00 | porážka, 1-3, Kentucky     | —                          | —                          | —                          |
| 2000–01 | mužstvo se nekvalifikovalo | mužstvo se nekvalifikovalo | mužstvo se nekvalifikovalo | mužstvo se nekvalifikovalo |

## Klubové rekordy

### Celkové
Góly: 33, Eric Boguniecki
Asistence: 42, Eric Boguniecki
Body: 75, Eric Boguniecki
Trestné minuty: 311, Brent Thompson
Odehrané zápasy: 140, Peter Ratchuk
Góly: 48, Paul Brousseau
Asistence: 63, Paul Brousseau
Body: 111, Paul Brousseau
Trestné minuty: 481, Brent Thompson